# Eugene F. Stoermer
Eugene Filmore Stoermer (7 marzo 1934 – 17 febbraio 2012) è stato un biologo statunitense.
Fu particolarmente attivo come ricercatore nel campo delle diatomee e pioniere della paleolimnologia, con particolare interesse nelle specie di acqua dolce dei Grandi Laghi del Nord America. Era professore di Biologia presso la School of Natural Resources and Environment dell'Università del Michigan.
Ottenne la Laurea in Scienze biologiche nel 1958 presso l'Università statale dell'Iowa e il Dottorato in Scienze biologiche nel 1963 presso la stessa università con una tesi sulle Diatomee post pleistoceniche del Lago Okoboji.
Stoermer fu il primo a coniare e usare informalmente il termine Antropocene nei primi anni '80 per riferirsi all'impatto delle attività umane sul pianeta. Il termine fu poi ufficialmente proposto congiuntamente da Stoermer e dal Premio Nobel per la Chimica Paul Crutzen nell'anno 2000 per identificare concretamente una nuova epoca geologica caratterizzata dall'influenza delle attività umane sull'atmosfera.
Nel 2009 fu pubblicato un festschrift in suo onore: Diatom taxonomy, ultrastructure, and ecology: modern methods and timeless questions: a tribute to Eugene F. Stoermer